# Palcoscenico Records
Palcoscenico Records was een Italiaans platenlabel uit het eind van de jaren zeventig, begin jaren tachtig waarop jazz uitkwam. Onder de uitgebrachte artiesten waren Art Blakey, George Adams & Don Pullen, Leon Thomas en Milt Jackson. Het label heeft maar kort bestaan.

## Discografie
- 15001: Gaetano Liguori – Terzo Mondo
- 15002: George Adams & Don Pullen – All That Funk (met Cameron Brown, Dannie Richmond)
- 15003: George Adams & Don Pullen – More Funk (met Cameron Brown, Dannie Richmond)
- 15004: Claudio Fasoli New Quartet – Cloudy
- 15005: Art Blakey – One by One (met Curtis Fuller, Bobby Watson, David Schnitter, James Williams, Dennis Irwin, Valery Ponomarev)
- 15006: Leon Thomas – A Piece of Cake (met Freddie Hubbard, Hadley Caliman, Billy Childs, Larry Klein, Carl Burnett)
- 15007: Karl Berger – New Moon
- 15008: Walter Davis, Jr. – Uranus
- 15009: Milt Jackson – Loose Walk (met Sonny Stitt, Gerald Price, Don Moses, Bobby Durham)